# Sphagnum turgescens
Sphagnum turgescens är en bladmossart som beskrevs av Warnstorf 1895. Sphagnum turgescens ingår i släktet vitmossor, och familjen Sphagnaceae. Inga underarter finns listade i Catalogue of Life.